# Чадця
Чадця (словац. Čadca) — місто, громада в окрузі Чадця, Жилінський край, Словаччина. Кадастрова площа громади — 56,79 км². Населення — 28 000 осіб (за оцінкою на 31 грудня 2017 р.).
Перша згадка 1598 року.

## Географія
Протікають Чадечанка; Закопчанський потік; Мілошовський потік; Рієка.

## Населення
| Рік:            | 1994.  | 2004.   | 2014.   | 2024.   |
| --------------- | ------ | ------- | ------- | ------- |
| Кількість осіб: | 26 359 | 26 269  | 24 670  | 22 307  |
| Різниця:        |        | -0,34 % | -6,08 % | -9,57 % |

| Рік:            | 2023.  | 2024.   |
| --------------- | ------ | ------- |
| Кількість осіб: | 22 580 | 22 307  |
| Різниця:        |        | -1,20 % |